# Knipperlicht

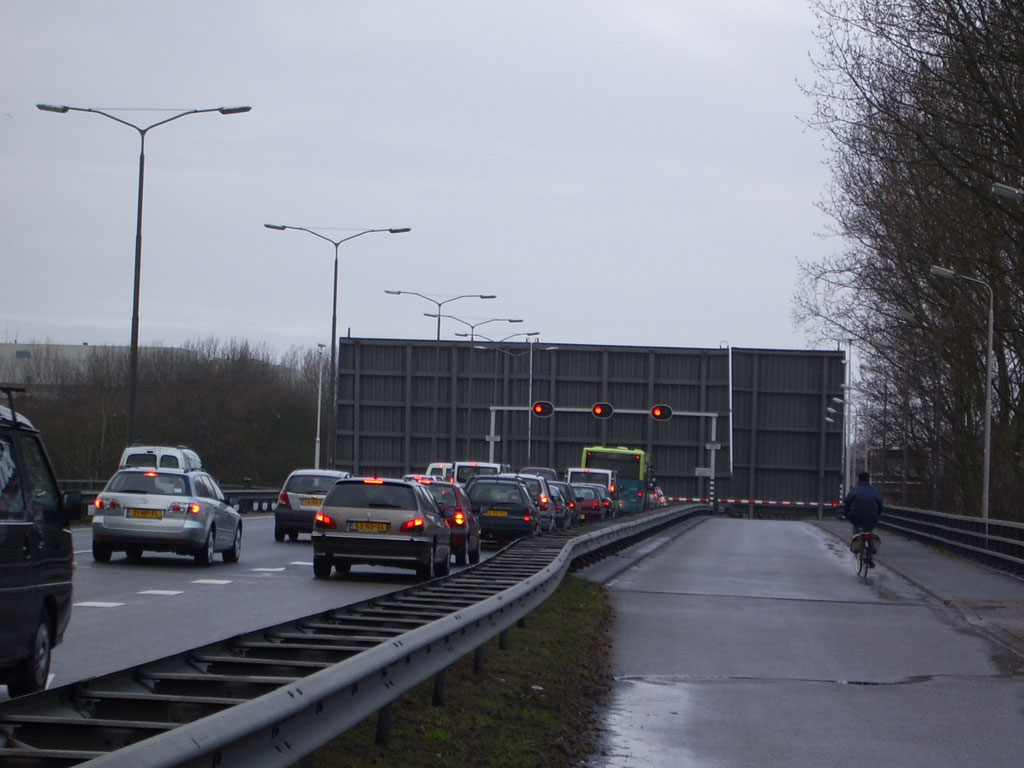
Beweegbare brug met rode knipperlichten

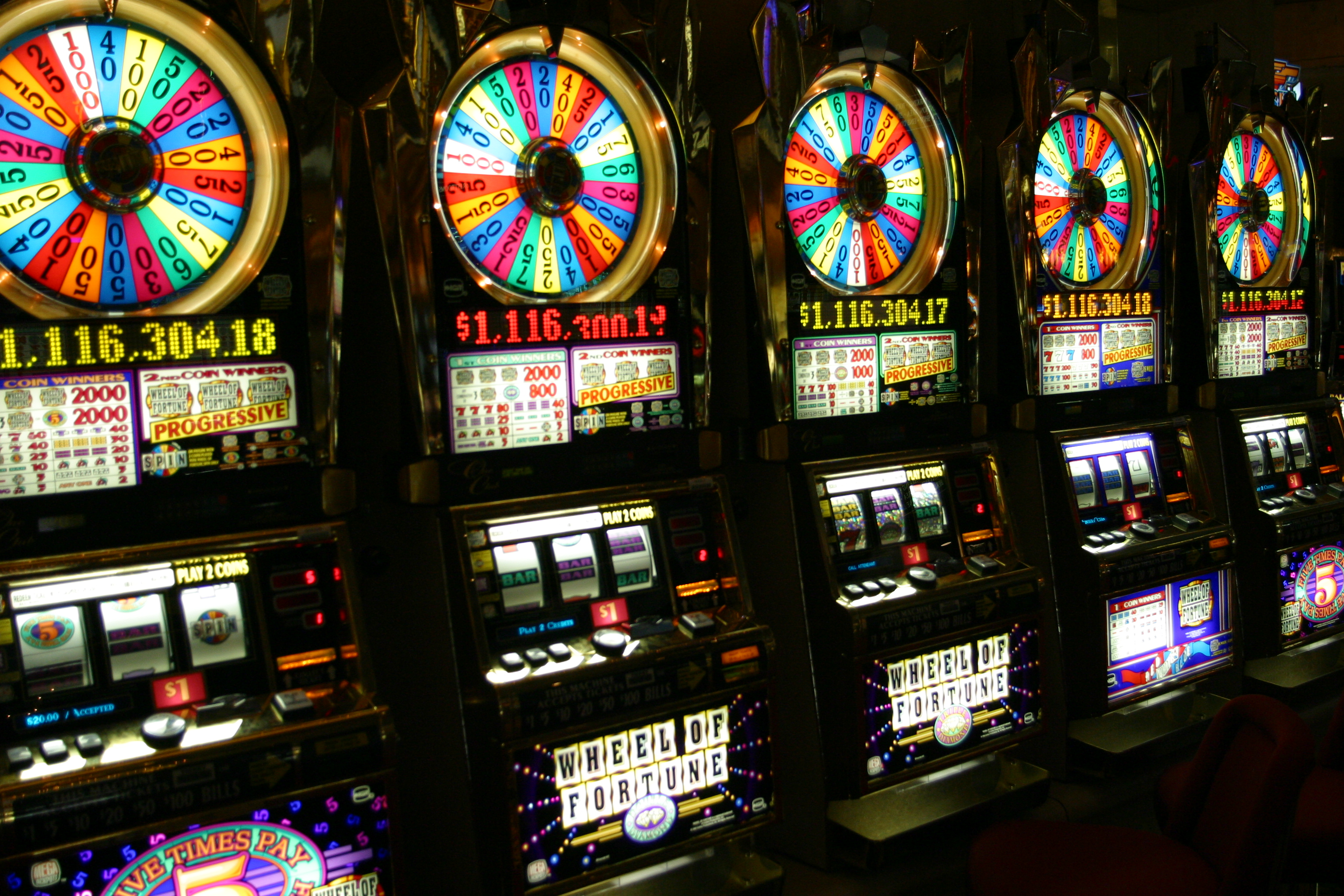
Gokkasten met knipperende lichten om de aandacht te trekken

Een knipperlicht is een licht dat niet constant brandt, maar met een zekere regelmaat (meestal tussen de 30 en 200 maal per minuut) aan en uit staat. Een knipperlicht is opvallender dan een vast licht, en wordt doorgaans gebruikt om de aandacht te trekken, bijvoorbeeld om voor mogelijk gevaar te waarschuwen.

## Uitvoering
Knipperlichten zijn op verschillende manieren technisch te realiseren. Men kan de lichtbron constant laten branden maar de lichtstraal periodiek onderbreken of laten roteren (zwaailicht). Meestal echter wordt de lamp afwisselend aan en uit gezet door een wisselend elektrisch signaal aan te bieden. Dit signaal kan elektronisch worden opgewekt, maar in oudere installaties gebeurt dit soms nog elektromechanisch. Het is ook mogelijk een bimetaal in of op een gloeilamp te gebruiken om de lamp onder invloed van zijn eigen warmte te laten in- en uitschakelen.

## Toepassingen
In het verkeer worden knipperende lichten vaak gebruikt om bestuurders van een voertuig of vaartuig te attenderen op naderende voertuigen, manoeuvrerende voertuigen of kruisend verkeer. Een aantal voorbeelden:
- richtingaanwijzer op een motorvoertuig;
- blauwe zwaailichten op voertuigen van hulpdiensten (voorrangsvoertuigen);
- gele zwaailichten op een voertuig dat bijzondere manoeuvres uitvoert;
- geel knipperlicht naast de weg als aanduiding dat er een gevaarlijk punt nadert, bijvoorbeeld een kruispunt;
- het gele licht van een verkeerslicht fungeert soms op rustige momenten in de nacht als knipperlicht;
- rood knipperlicht bij een overweg of beweegbare brug; bij deze toepassing knipperen vaak twee rode lampen om en om;
- knipperende navigatielichten in de scheepvaart en de luchtvaart.
- bij installaties waar men binnen het bereik van bewegende delen kan komen, te denken valt aan een elektrisch bedienbaar hek of een bewegende portaalkraan.

Knipperende lichten die niet zijn bedoeld als waarschuwing, maar meer om aandacht te trekken, zijn te vinden bijvoorbeeld in gevelreclame, op speelautomaten en flipperkasten. Knipperende kerstverlichting en discolampen beogen bij de toeschouwer een aangename visuele ervaring.

## Toepassing rijverkeer
Op dinsdag 18 april 1950 werd het eerste gele knipperlicht in Nederland geplaatst en in werking gesteld op het kruispunt Haagweg - Geestbrugweg - Herenstraat in Rijswijk (ZH). Volgens kranten van destijds passeerden daar dagelijks honderden auto's. Na het opstarten van de knipperlichten bleven auto's stilstaan, hetgeen niet de bedoeling was.

## Trivia
- Bij twee geliefden die hun relatie dikwijls beëindigen en daarna toch steeds weer bij elkaar komen, spreekt men wel van een knipperlichtrelatie.